# 8686 Akenside
8686 Akenside este un asteroid din centura principală de asteroizi.

## Descriere
8686 Akenside este un asteroid din centura principală de asteroizi. A fost descoperit pe 26 iulie 1992 la Observatorul La Silla de Eric Walter Elst. El prezintă o orbită caracterizată de o semiaxă mare de 2,28 ua, o excentricitate de 0,09 și o înclinație de 7,7° în raport cu ecliptica.